# Skeletons
"Skeletons" er en sang fremført af Dihaj som deltog i Eurovision Song Contest 2017. Sangen opnåede en 14. plads.

## Eksterne kilder og henvisninger
| Musik | Spire Denne musikartikel er en spire som bør udbygges. Du er velkommen til at hjælpe Wikipedia ved at udvide den. |